# 田中彰 (渓谷探検家)
田中 彰（たなか あきら、1972年11月10日 - ）は、日本の渓谷探検家、キャニオニングガイド。兵庫県淡路島出身。
国際キャニオニング協会（CIC）認定インストラクター
一般社団法人ジャパンキャニオニング協会 副理事
Commission Internationale de Canyon (CIC) certified instructor
Deputy Director, Japan Canyoning Association

## 来歴
関西大学文学部・地学地理学科を卒業。在学中は探検部に所属。

マダガスカルで樹冠研究の方法開発のために樹上で1か月滞在した。
卒業後は、吉野川でラフティングガイドを生業としていたが、29歳の時に日本にはなかったアクティビティ「キャニオニング」と出会いその世界に没頭する。
日本内外で数百の渓谷を探検し、2023年時点では日本での第一人者とされる。
2023年  植村直己冒険賞受賞

## 主な探検の軌跡
- 台湾：抬堪渓チャーカンシー
- ニュージーランド：グルーミーゴルジュ
- ヒマラヤ：セティゴルジュ[5]

## 主な仕事
- キャニオニングガイド
- ガイドの育成インストラクター
- TVロケ撮影

## 出演

### テレビ番組
- 情熱大陸（2019年7月7日、TBS）[6]
- ひみつの絶景 ブルーキャニオン（2022年8月、NHK BSプレミアム）[7]
- NHKスペシャル「ヒマラヤ〝悪魔の谷〟〜人跡未踏の秘境に挑む〜」（2023年7月30日、NHK）[5]

### 映画
- YouTube ドキュメンタリー映画『溪谷。その奥へ!』[8]